# Xylophis captaini
Xylophis captaini — вид змій родини Pareidae. Ендемік Індії.

## Поширення і екологія
Xylophis captaini мешкають уздовж підніжжя Західних Гат на південному заході Індії, від Коттаяма в Кералі на південь до Каньякумарі в Тамілнаді. Вони живуть в тропічних лісах і тінистих насадженнях, на висоті до 300 м над рівнем моря. Живляться дощовими черв'яками.